# Līgo

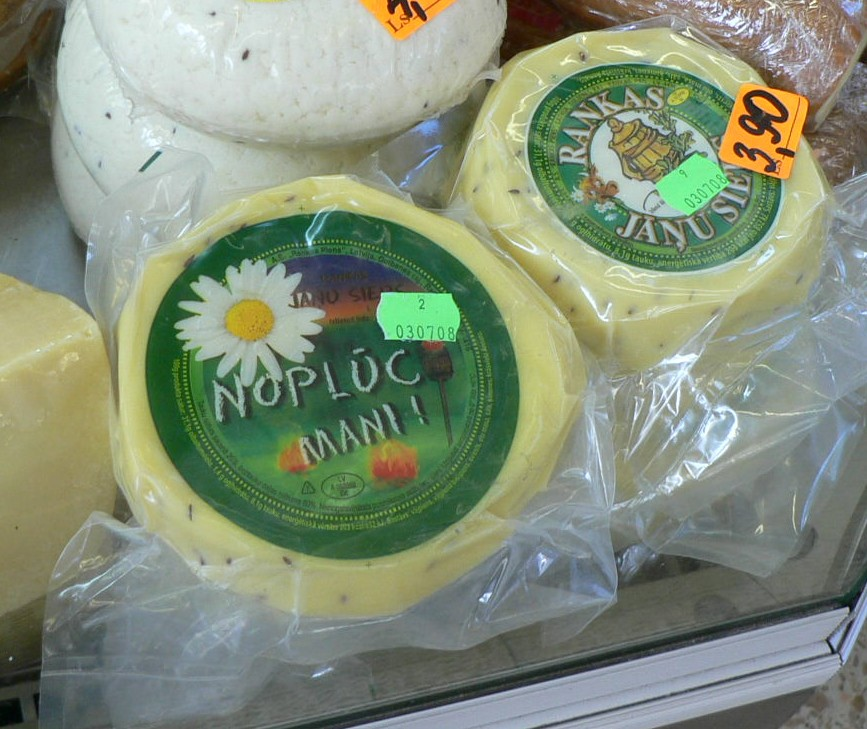
Tradycyjne sery świętojańskie.

Līgo (līgoties łot. kiwać się, pląsać, od pląsów wokół ogniska), Jāņi (Dzień Jana) czy też Jāņu naktī (Noc Jana) – łotewskie święto przesilenia letniego, obchodzone w nocy z 23 czerwca (Līgo) na 24 czerwca (Jāņi). Jest odpowiednikiem nocy świętojańskiej czy słowiańskiej Nocy Kupalnej, z podobną do niej symboliką i obrzędowością.

## Obchody
Mimo utraty swego ściśle religijnego charakteru - jako że większość Łotyszy jest chrześcijanami - święto jest nadal popularne i obchodzone nieprzerwanie od czasów pogańskich. Niepodległa Łotwa uczyniła dni 23 i 24 czerwca dniami wolnymi od pracy.
Noc powinno się spędzić przy ognisku, śpiewając liczne (nadal dobrze znane) pieśni obrzędowe, poszukiwać kwiatu paproci itd. Łotewską specyfiką jest spożywanie specjalnego świętojańskiego sera z kminkiem (Jāņu siers) oraz piwa (alus), które w czasach pogańskich było uważane za napój bogów. Dodatkowym, specyficznym rysem łotewskiej nocy świętojańskiej jest huczne czczenie solenizanta Jana (Jānis), który powinien występować tej nocy w wieńcu z gałązek dębowych (ozols – święte drzewo Bałtów), a jego dom nawiedzany jest przez sąsiadów, którzy  domagają się poczęstunku wesołymi przyśpiewkami, np.:

„Sieru, sieru – Jāņu māte, Līgo, Līgo!

Alu, Alu – Jāņa tēvs, Līgo, Līgo!”
(„Sera, sera – matko Jana, Līgo, Līgo! Piwa, piwa - ojcze Jana, Līgo,Līgo”).
Współcześnie część tych obyczajów uległa redukcji – muzyka puszczana jest z odtwarzaczy, a przy ognisku siedzi się tylko do zmroku. Wiele miast, klubów i miejsc turystycznych jest miejscami publicznych festynów, gdzie dawne obyczaje zredukowane są do popkulturowej atrapy. Jednak zwyczaj świętowania tej nocy jest powszechny i żywy, a piwo, ser i ognisko – obowiązkowe.